# 小行星113952
小行星113952（113952 Schramm）是一顆位於小行星帶的小行星。
該小行星由史隆數位巡天位於美國新墨西哥州森史波特的阿帕契點天文台於2002年10月10日發現，以美國天文學家大衛·施拉姆命名。

## 外部連結
- 小行星113952 at the JPL Small-Body Database 
  - Close approach · Discovery · Ephemeris · Orbit diagram · Orbital elements · Physical parameters

| 前一小行星： 113951 Artdavidsen | 小行星列表 | 後一小行星： (113953) 2002 UK |